# Лудва (Псковская область)
Лу́два — деревня в Псковском районе Псковской области. Входит в состав Серёдкинской волости. 
Расположена на берегу реки Лочкина или Лудва (Лудвица), в междуречье и вблизи впадения в реку Чёрная, в 69 км к северо-западу от Пскова и в 19 км к северо-западу от села Серёдка.
Численность населения деревни по состоянию на 2000 год составляла 4 человека.

## Топографические карты
- Лист карты O-35-XVI Пылва. Масштаб: 1 : 200 000. Издание 1980 г.